# Маяк Бриджес-Пойнт
Маяк Бриджес-Пойнт (англ. Bridges Point Lighthouse) — маяк, расположенный на берегу реки Сент-Джон недалеко от прихода Бартон, графство Санбери, провинция Нью-Брансуик, Канада. Построен в 1891 году. Деактивирован в 1957 году.

## История
Долину реки Сент-Джон европейцы (сначала французы, затем британцы) колонизировали уже в XVII веке, потому потребность в маяках около опасных мест вдоль течения реки возникла достаточно давно. Многие из этих маяков (Бельеас-Пойнт, Макколган-Пойнт, Робертсон-Пойнт, Кокс-Пойнт, Фанджойс-Пойнт, Бриджес-Пойнт и Палмерс-Лендинг) названы в честь первых владельцев земли, на которых они построены. Во многих случаях они были единственными жителями на несколько километров вокруг и потому после строительства маяков стали их первыми смотрителями. Маяк Бриджес-Пойнт был построен по проекту Фредерик У. Бейли. Стоимость строительства составила 439 канадских доллара. Он представлял собой белую квадратную деревянную башню высотой 14 метров с наклонными стенами и восьмиугольным помещением для фонаря на вершине, выкрашенным в красный. В 1895 году маяк переместили на 60 метров севернее, на новом месте он стал лучше виден проходящим по реке судам. Маяк прослужил до 1957 года, сменивший его фонарь  также был выведен из эксплуатации в 1965 году.